# А-
А- (др.-греч. ἀ-) — в русском языке приставка, служебная морфема, применяемая для словообразования со смыслами отрицания, отсутствия признаков, смыслов, заложенных в корнях слов.
Перед гласными используется в форме ан-.
Большинство специалистов по лингвистике считает, что использование этой приставки заимствовано из греческого языка и употребимо лишь в заимствованных словах. Эквивалентна приставкам без-, не-, например:
- алогичный = «нелогичный»
- асимметричный = «несимметричный»
- атипичность = «нетипичность»
- аморальность = «безнравственность»
- анархия = «безвластие»
- анаэробы = «организмы, способные жить без атмосферного кислорода»

Не следует путать с:
- приставкой анти-, означающей «против», например: антикоммунизм
- приставкой ана-, означающей «обратно, вновь», например: анахронизм

В системах измерений приставка a- (от атто-) означает 10−18.